# Llamado de emergencia
«Llamado de emergencia» es el tercer sencillo de la banda sonora de la película Talento de Barrio, del cantante de reguetón Daddy Yankee. El sencillo fue lanzado por El Cartel Records el 23 de septiembre de 2008. Es el tercer sencillo promocional y segundo oficial.

## Canción
La canción tiene un enfoque lírico más emotivo y dramático en comparación con otros temas del disco, describiendo una situación desesperada en la que el protagonista pide ayuda de emergencia tras una ruptura amorosa. La letra expresa el dolor y la urgencia por salvar una relación que está al borde del colapso, utilizando metáforas de urgencias médicas y rescates para representar la gravedad de su situación emocional.
Musicalmente, la canción combina el reguetón con elementos pop y baladas románticas, creando un sonido más suave y melódico. Esta fusión permitió que la canción tuviera un atractivo más amplio, llegando a audiencias que van más allá del reguetón tradicional. “Llamado de Emergencia” fue muy bien recibida tanto por críticos como por fans, destacando su intensidad emocional y la capacidad de Daddy Yankee para diversificar su estilo musical.
En cuanto a su desempeño en las listas de popularidad, “Llamado de Emergencia” alcanzó el puesto número 2 en la lista Hot Latin Songs de Billboard, reafirmando el éxito de Daddy Yankee en la música latina durante este período. La canción también es recordada como uno de los temas más icónicos del álbum y de la carrera de Yankee. 

## Video musical
El video musical de “Llamado de Emergencia”, dirigido por Luis Enrique, fue estrenado el 9 de noviembre de 2008. Comienza con una escena en la que Daddy Yankee está sentado en su automóvil escuchando “¿Qué tengo que hacer?”, otra pista del álbum Talento de Barrio. Está esperando a su pareja, con quien, tras una breve discusión, decide acelerar el auto. El vehículo se estrella, y una ambulancia llega a la escena del accidente. Posteriormente, Daddy Yankee asiste al funeral de su pareja, recordando los momentos que compartieron. Sin embargo, al acercarse al ataúd, se revela una sorprendente realidad: quien había fallecido era él. Finalmente, todo resulta ser un sueño, y cuando se despierta, su pareja acaba de llegar.
El video transmite una mezcla de emociones, desde el dolor de una pérdida hasta el alivio de que todo fuera solo una pesadilla. El uso de metáforas visuales resalta el dramatismo de la letra, que trata sobre la desesperación por salvar una relación al borde del colapso. 

## Listas musicales de canciones
| Listas (2008-09)                      | Máxima posición |
| ------------------------------------- | --------------- |
| Argentina Top 100                     | 1               |
| U.S. Billboard Hot Latin Songs        | 1               |
| Honduras Top 100 Singles              | 1               |
| U.S. Billboard Latín Tropical Airplay | 2               |
| U.S. Billboard Latin Rhythm Airplay   | 3               |
| U.S. Billboard Latin Pop Airplay      | 3               |